# Ільза (гора)

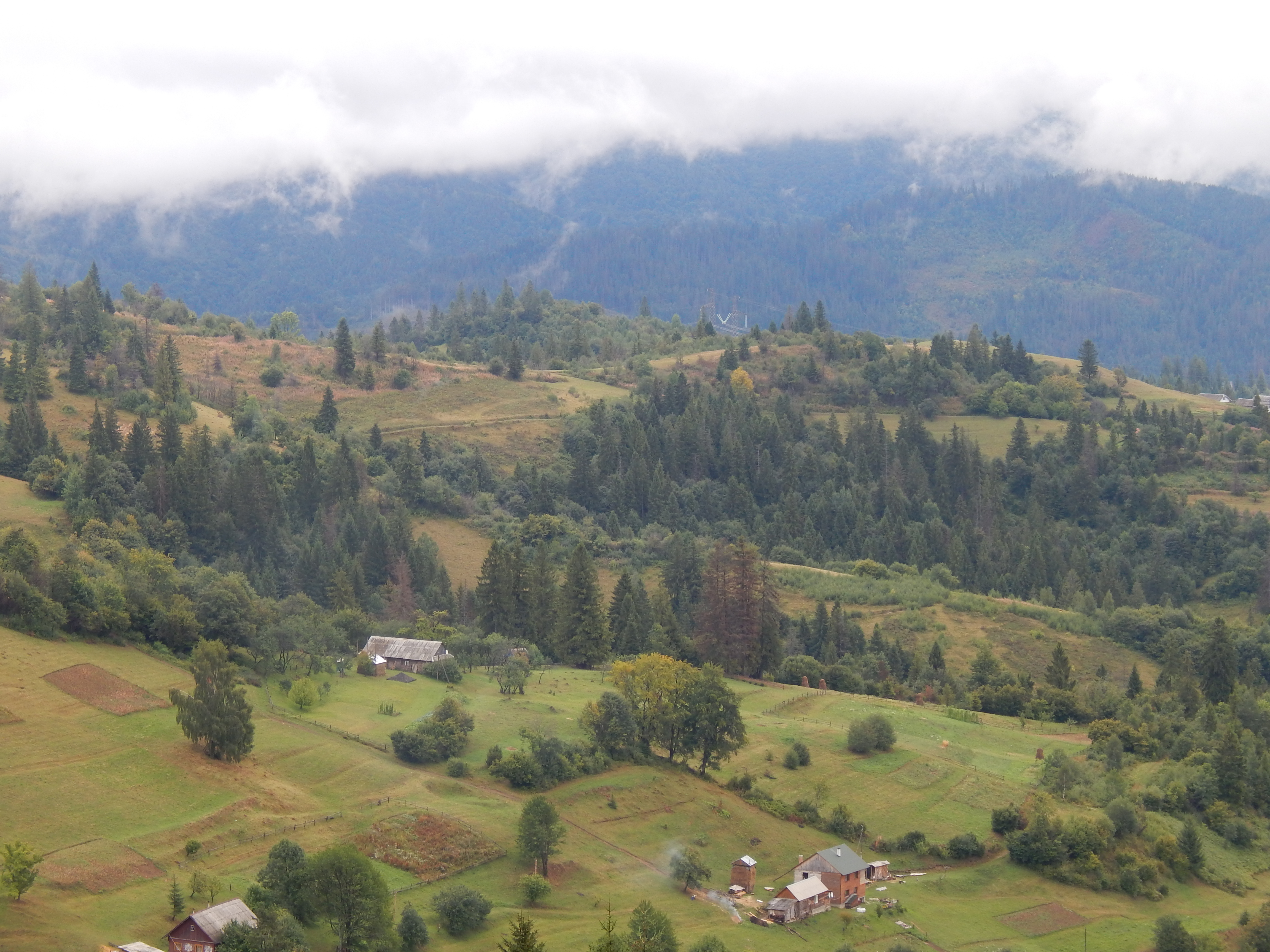
гора Ільза (1066 м) — вид зі Славська.

І́льза — гора в Українських Карпатах заввишки 1066 м, розташована поблизу Славського. З неї добре видно сусідні гори Тростян (1235 м) на північному заході та Високий Верх (1242,8 м) на південному сході.
Далеко на південному заході можна зауважити контури потужного закарпатського полонинського хребта Боржави. У долинах добре видно населені пункти Славське (популярний лижний курорт), Тернавка і Волосянка. Нещодавно на гору Ільзу відкрили промаркований лижний маршрут.
За одною з легенд, Ільза була відьмою, яку боялася вся округа. Втративши коханого, вона перетворилася на вовчицю і подалася його шукати гірськими бескидами. Розказують, що саме на цій горі, яка знаходиться в середині кільця інших гір, при повному місяці можна побачити вовчицю, яка «оплакує» і кличе до себе втраченого коханого. За словами легендарів, на цю гору приходять закохані пари, аби загадати бажання, щоб ніколи не розлучатися з тими, кого люблять і, як повідають, Ільза їм допомагає. Через те цю гору інколи ще називають Відьминою горою.